# Paolo Emilio Pavolini
Paolo Emilio Pavolini (Livorno, 10 luglio 1864 – Quattordio, 15 settembre 1942) è stato un filologo e traduttore italiano.

## Biografia
Professore di sanscrito nella facoltà di Lettere dell'Università di Firenze dal 1901 al 1935, è considerato uno dei maggiori studiosi italiani del Novecento di lingue e letterature nordiche e orientali. Fu illustre indologo, ma scrisse anche di letteratura finlandese, estone, polacca, albanese e neogreca.
Appartenente alla nobile famiglia dei Pavolini, era figlio di Giovanni, un insegnante di origini elbane, e di Lidia (o Lida) Vanneschi.
Nel 1910 curò la seconda traduzione del Kalevala, l'unica esistente in ottonari, il metro del testo finnico.
Fu padre di Alessandro, una delle personalità più importanti ed emblematiche del fascismo, di Corrado, giornalista, scrittore e critico d'arte, e nonno di Luca, giornalista e direttore de l'Unità negli anni settanta.
Del Pavolini traduttore e studioso insigne, Giacomo Devoto lodò in particolare la «naturalezza armoniosa» nel comprendere i testi e nell'orientarsi nella produzione scientifica «lussureggiante» del suo tempo, nonché la cultura «radicata profonda invisibile, irriducibile a numeri di una bibliografia.».

## Opere
- Poesie tradotte dal magiaro, greco moderno e piccolo russo, Venezia, Ca' Foscari, 1889.
- I nomi e gli epiteti omerici del mare, tesi di laurea, Pisa, Nistri & C., 1890.
- Crestomazia del Ramayana, Firenze, G. Carnesecchi, 1895.
- Canti popolari in dialetto cretese, Firenze, 1897.
- Buddismo, Milano, Ulrico Hoepli, 1898.
- Kalevala, versione metrica completa, Palermo, Remo Sandron, 1900.
- Mahabharata, episodi scelti e tradotti, Palermo, Remo Sandron, 1902.
- Il poema estonio del Kalevipoeg, in «Nuova Antologia», 16 marzo 1902.
- Canti popolari greci, Palermo, Remo Sandron, 1905.
- Manuale di letterature straniere, con Guido Mazzoni, Firenze, G. Barbera, 1906.
- Testi di morale buddistica, Lanciano, R. Carabba, 1912.
- Letterature straniere, Manuale comparativo corredato di esempi, compilato dai Professori Guido Mazzoni e Paolo Emilio Pavolini, V edizione, Firenze, 1920, Editore G, Barbera;
- Poemi scelti e altre leggende celtiche, traduzione, Firenze, G. Barbera, 1924.
- Gli Spettri, traduzione dell'opera di Ibsen, Firenze, 1925.
- Mille sentenze indiane scelte e tradotte dai testi originali, Firenze, Sansoni, 1927.
- La filologia del secolo XIX, Brescia, 1930.
- Dante e la Finlandia, Milano, Hoepli, 1938.